# Wisznia Mała
Wisznia Mała (in tedesco Wiese) è un comune rurale polacco del distretto di Trzebnica, nel voivodato della Bassa Slesia.
Ricopre una superficie di 103,33 km² e nel 2004 contava 7 869 abitanti.